# 基思·埃德蒙森
基思·安德烈·埃德蒙森（英語：Keith Andre Edmonson，1960年9月28日—），美国NBA联盟前职业篮球运动员。他在1982年的NBA选秀中第1轮第10顺位被亚特兰大鹰选中。